# North by Northwest
North by Northwest (en España, Con la muerte en los talones; en Hispanoamérica, Intriga internacional) es una película de suspense estadounidense de 1959 dirigida por Alfred Hitchcock y considerada generalmente como una de sus mejores películas. Está protagonizada por Cary Grant, Eva Marie Saint y James Mason. El estreno mundial tuvo lugar durante la 7.ª edición del Festival de Cine de San Sebastián.[cita requerida]

## Sinopsis
Roger O. Thornhill es un ejecutivo publicitario de Nueva York al que unos espías confunden con un agente del gobierno, George Kaplan, por lo que quieren matarlo. Consigue escapar por los pelos, pero lo siguen de cerca y el gobierno no puede sacarle de la situación, porque tienen a uno de sus agentes encubiertos infiltrado entre ellos, el cual sería descubierto y asesinado por esos espías si hiciesen algo al respecto. En esta situación Thornhill conoce a una atractiva mujer, Eve Kendall, que le ayuda.

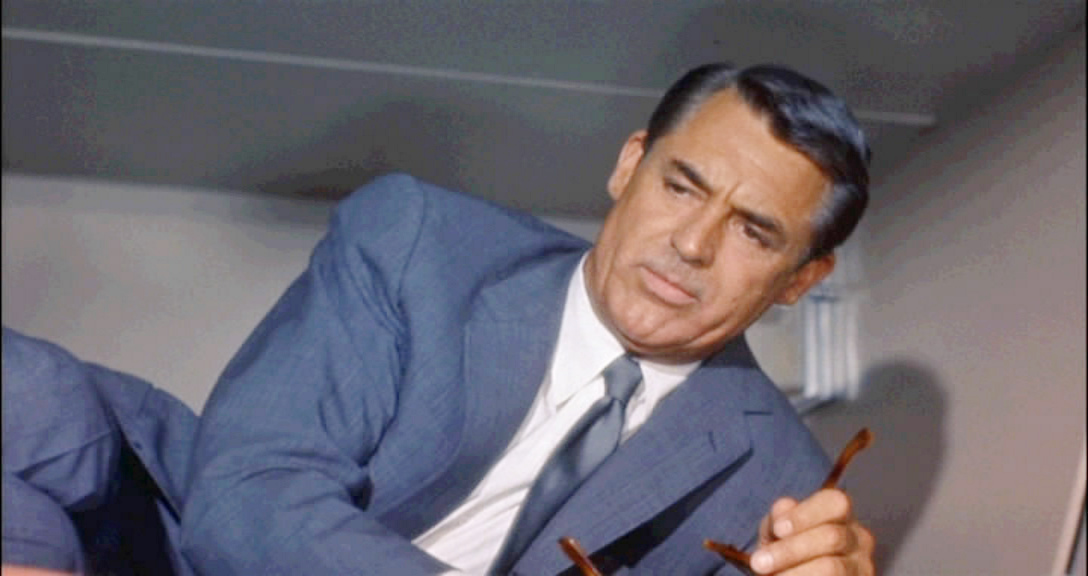
Cary Grant en un fotograma de la película.

Algunas de las secuencias se recuerdan especialmente por el impacto de sus imágenes: Thornhill en un sembrado perseguido por una avioneta de fumigación, la rodada de incógnito en la sede de la ONU en Nueva York y la persecución en el Monte Rushmore.

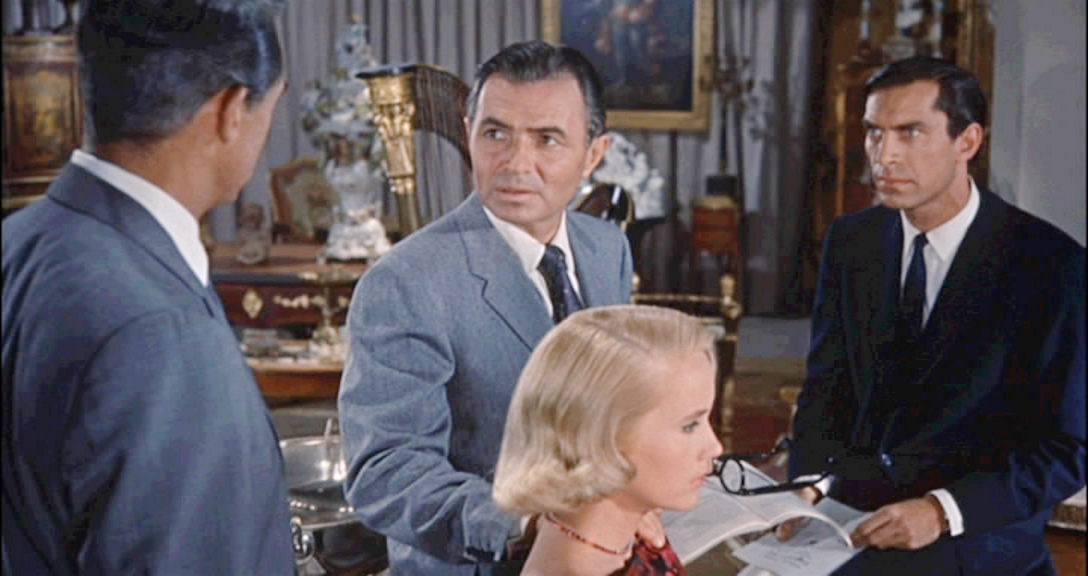
Otro fotograma de la película: Cary Grant, James Mason, Eva Marie Saint y Martin Landau

## Trama
Un camarero llama a George Kaplan en el restaurante en el Plaza Hotel en la ciudad de Nueva York a petición de dos matones bien vestidos. Cuando el ejecutivo de publicidad Roger Thornhill convoca al mismo camarero, lo confunden con Kaplan, lo secuestran los matones y lo llevan a la propiedad de Lester Townsend en un suburbio de Nueva York. Phillip Vandamm, un espía extranjero que se hace pasar por Townsend, interroga a Thornhill, quien niega ser Kaplan. Poco convencido,   Vandamm arregla para matarlo en un accidente simulado, forzándole a emborracharse y dejándole conduciendo un coche en una carretera alta y estrecha de una montaña en el estado de ebriedad. Thornhill sobrevive, pero no logra convencer a los hastiados policías ni a su incrédula madre de lo sucedido. Al regresar a la casa de Townsend, Thornhill se entera de que Townsend es un diplomático de las Naciones Unidas.
Thornhill y su madre visitan la habitación vacía de Kaplan en el Plaza Hotel, donde los matones lo han seguido. Thornhill se dirige al edificio de la Asamblea General de la ONU para encontrarse con Townsend; allí ve que Townsend no es Vandamm. Mientras le pregunta a Townsend sobre Vandamm, uno de los matones que lo persiguen le lanza un cuchillo a la espalda. Townsend se derrumba en los brazos de Thornhill, y Thornhill es fotografiado mientras agarra el cuchillo, dando la apariencia de que él es el asesino. Thornhill huye, intentando encontrar al verdadero Kaplan.
La Agencia Central de Inteligencia de los Estados Unidos se da cuenta de que Thornhill ha sido confundido con Kaplan, pero su jefe, "el Profesor", decide no rescatarlo por temor a comprometer su operación; Kaplan es un agente inexistente que crearon para distraer a Vandamm.
Thornhill se cuela a bordo del tren "20th Century Limited" hacia Chicago, donde conoce a Eve Kendall, quien lo esconde de la policía. Los dos establecen una relación, por parte de Kendall porque trabaja en secreto con Vandamm. Cuando llegan al hotel en Chicago, Ella le dice a Thornhill que ha concertado una reunión con Kaplan en una parada de autobús rural en Indiana. Cuando Thornhill llega a la parada de autobús, es atacado por un avión fumigador armado con una ametralladora. Después de refugiarse en un campo de maíz, intenta detener un camión cisterna; el avión choca contra él y explota, y en la confusión que sigue, Thornhill roba una camioneta. Thornhill regresa al hotel de "Kaplan" en Chicago y se entera de que Kaplan se había marchado antes de que Kendall afirmara haberse reunido con él. Él va a la habitación de Eve y la confronta, pero ella se va. 
Thornhill sigue a Kendall hasta una subasta de arte, donde encuentra a Vandamm comprando una estatua purépecha mexicana. Vandamm deja a sus secuaces para que se ocupen de Thornhill. Para escapar, Thornhill interrumpe la subasta hasta que llaman a la policía para sacarlo. Para que la policía lo escolten al refugio de la estación, dice que es el asesino fugitivo, pero el profesor interviene y le dice que Kaplan era una ficción y que su verdadera agente es Eve Kendall. Vandamm vive cerca del Mount Rushmore y la agencia cree que abandonará el país en avión desde allí. Thornhill acepta ayudar a mantener la cobertura clandestina de Kendall.
En el centro de visitantes de Mount Rushmore, ahora desempeñando voluntariamente el papel de Kaplan, Thornhill negocia la entrega de Kendall por parte de Vandamm para ser arrestada. Kendall dispara a Thornhill con balas de salva y huye. Luego, el profesor hace arreglos para que Thornhill y Kendall se reúnan; Thornhill se entera de que Kendall debe partir en el avión con Vandamm y su mano derecha Leonard. Él intenta disuadirla de ir, pero queda inconsciente a instancias del profesor y encerrado en una habitación del hospital.
Thornhill escapa y va a la casa de Vandamm para rescatar a Kendall, donde, escondido, escucha que la escultura contiene microfilm y que Leonard ha descubierto las balas de salva en la pistola de Kendall. Vandamm indica que matará a Kendall arrojándola del avión. Todavía escondido, Thornhill logra advertirla con una nota subrepticia. Vandamm, Leonard y Kendall se dirigen al avión. Mientras tanto, Thornhill es encontrado y momentáneamente apuntado con una pistola por el ama de llaves hasta que se da cuenta de que es la pistola de Kendall cargada con balas de salva. Mientras Vandamm sube al avión, Kendall toma la escultura y corre hacia Thornhill que los persigue, y huyen a la cima del Mount Rushmore. Mientras bajan, son perseguidos por los hombres de Vandamm y Kendall se resbala y se mantiene a la punta de los dedos. Mientras Thornill trata de salvarla, Leonard trata de matar a los dos. Leonard recibe un disparo mortal de un guardaparque y el profesor detiene a Vandamm.
Mientras Kendall se aferra a la punta de sus dedos, Thornhill se agacha para levantarla, momento en el que la escena pasa a él subiéndola, ahora Sra. Thornhill, hacia una litera superior en un tren. La escena cambia al tren sugestivamente entrando en un túnel.

## Reparto
- Cary Grant - Roger Thornhill
- Eva Marie Saint - Eve Kendall
- James Mason - Phillip Vandamm
- Jessie Royce Landis - Clara Thornhill
- Leo G. Carroll - El Profesor
- Josephine Hutchinson - "Sra. Townsend"
- Philip Ober - Lester Townsend
- Martin Landau - Leonard
- Adam Williams - Valerian
- Edward Platt - Victor Larrabee
- Robert Ellenstein - Licht
- Les Tremayne - Subastador
- Philip Coolidge - Dr. Cross
- Patrick McVey - Sargento Flamm
- Edward Binns - Capitán Junket
- Ken Lynch - Charlie

## Producción
Al principio James Stewart estuvo muy interesado en protagonizar la obra cinematográfica pero Hitchcock le culpaba del fracaso comercial de Vertigo (1958) debido a su rostro demasiado abatido. Por ello se buscó a otro actor. Al principio la MGM quería a Gregory Peck. También William Holden fue tomado en consideración, pero finalmente Hitchcock contrató a Cary Grant. También se consideró a Cyd Charisse y a Sophia Loren para el papel protagonista, pero Hitchcock se mantuvo firme con su decisión de tener a Eve Marie Saint en ese papel y así se llevó a cabo.
Esta película de Alfred Hitchcock fue la más cara que hizo, sobre todo porque tuvieron que reproducir el Monte Rushmore en un estudio ya que le negaron rodar allí. De esa manera la obra cinematográfica superó en más de un millón de dólares su presupuesto inicial.

## Recepción
A pesar de ser cara, esta película llegó a ser más que rentable para el estudio, gracias a su éxito de taquilla.
La película obtuvo tres candidaturas a los Oscar: al mejor guion original, a la mejor dirección y al mejor montaje. Forma parte del AFI's 10 Top 10 en la categoría de "Películas de misterio", de AFI's 100 años... 100 películas, de AFI's 100 años... 100 películas de suspense y de AFI's 100 años... 100 películas (edición 10.º aniversario). En 1995, la película fue considerada «cultural, histórica y estéticamente significativa» por la Biblioteca del Congreso de Estados Unidos y seleccionada para su preservación en el National Film Registry.